# IC Group
IC Group A/S er en dansk modevirksomhed, der ejer og udvikler fem tøjmærker, som sælges i over 40 lande - hovedsageligt i Skandinavien og Europa. IC Group, der er en af Nordeuropas største modekoncerner, har hovedsæde i København og omsatte for 2,7 mia. kr. i seneste regnskabsår (2015/16) og beskæftiger omkring 1.100 ansatte.
IC Group udspringer af IC Companys, som blev dannet i april 2001 ved en fusion af Carli Gry International og InWear Group. Ved fusionen blev Carly Gry Internationals direktør Anders Høiris vicedirektør, mens Lars Kjær, der tidligere var direktør for InWear Group, fik posten som direktør. Høiris forlod posten i 2002, og Kjær forlod direktørembedet i efteråret 2003 efter samarbejdsproblemer.
Forud for en fokusering af selskabets portefølje af tøjmærker ejede IC Companys 11 tøjmærker fordelt over forskellige markedssegmenter. Den efterfølgende fokusering af selskabet betød, at tøjmærkerne Jackpot og Cottonfield blev solgt fra i 2013.. Og i 2014 blev tøjmærkerne InWear, Matinique, Part Two og Soaked in Luxury solgt til en anden dansk modevirksomhed, DK Company. 
I dag ejer IC Group tøjmærkerne Peak Performance, Tiger of Sweden og By Malene Birger, som udgør selskabets primære forretning. Selskabet ejer ligeledes Saint Tropez samt Designers Remix, som dog kun ejes med 51 %.
Hovedmarkedet er Europa, men selskabets tøjmærker sælges også uden for Europa i bland andet Canada, Japan, Hong Kong og Sydafrika.
IC Group er noteret på Københavns Fondsbørs og ejes bl.a. af Friheden Invest/Niels Martinsen (ca. 44 procent), Hanssen Holding A/S (ca. 11 procent) samt ATP (ca. 7 procent).
Størstedelen af selskabets salget sker via op mod 5.500 forhandlere/engroskunder (ca. 63 % af selskabets samlede omsætning). Derudover har IC Groups tøjmærker omkring 150 egne butikker, shop-in-shops og outlets. Shop-in-shops findes oftest i stormagasiner; i Danmark har IC Group sådanne afdelinger i eksempelvis Magasin og Illum. Endelig sælges selskabets tøjmærker via egne hjemmesider. Salget via egne kontrollerede salgskanaler stod for ca. 33 % af IC Groups omsætning i regnskabsåret 2015/16.[kilde mangler]